# World Boxing Council Ukraine
Die World Boxing Council Ukraine (WBC Ukraine) ist eine nationale Boxorganisation, die mit dem World Boxing Council (WBC) zusammenarbeitet und die Interessen des Boxsports in der Ukraine vertritt. Der Verband wurde 2021 gegründet und hat seinen Sitz in der ukrainischen Hauptstadt Kiew. Er dient als nationale Vertreterorganisation für den WBC in der Ukraine und spielt eine wichtige Rolle bei der Förderung des Boxsports im Land.

## Geschichte
Die World Boxing Council Ukraine wurde 2015 ins Leben gerufen, um den Boxsport in der Ukraine zu fördern und internationale Boxveranstaltungen zu organisieren. Der Verband hat als offizieller Vertreter des WBC die Aufgabe, die Regeln und Standards des internationalen Boxsports in der Ukraine umzusetzen und Boxwettkämpfe auf nationaler sowie internationaler Ebene zu koordinieren. Nach dem 56. Beim WBC-Kongress in Kiew, der von Vitali Klitschko – dem einzigen "ewigen" WBC-Champion in der Geschichte – veranstaltet und organisiert wurde, wurde das Konzept erarbeitet und erste Schritte zur Gründung des WBC Ukraine eingeleitet.
Seit seiner Gründung hat der Verband eine wichtige Rolle bei der Entwicklung des ukrainischen Boxsports gespielt. Mykola Kowaltschuk wurde zum Präsidenten der World Boxing Council Ukraine gewählt.

## WBC Cares Ukraine
Ein wichtiger Teil der Aktivitäten der World Boxing Council Ukraine ist das Programm WBC Cares Ukraine, das sich auf wohltätige Initiativen und die Unterstützung der Gesellschaft konzentriert. Im Rahmen von WBC Cares Ukraine organisierte die Zentrale des WBC Ukraine Besuche in Krankenhäusern und Pflegeeinrichtungen für verwaiste oder gefährdete Kinder. Dabei wurden offene Trainingseinheiten und Fähigkeiten fördernde Aktivitäten für sowohl Jungen als auch Mädchen durchgeführt.
Darüber hinaus wurden in ganz Ukraine mehrere Boxturniere organisiert, um junge Athleten zu fördern und sie zu motivieren, sich in ihren Kämpfen hervorzutun. Jeder junge Boxer erhielt für seine Teilnahme spezielle Diplome und Medaillen. Der ehemalige Weltmeister und WBC-Botschafter Oleksandr Hwosdyk unterzeichnete persönlich die Handschuhe der besten männlichen und weiblichen Teilnehmer.
Zur Förderung des Friedens in der Ukraine, in Zusammenarbeit mit OPUS, veröffentlichte die Luxury Book Company eine Sonderausgabe von WBC Greatest Fights, die eine Sammlung der denkwürdigsten Kämpfe in der WBC-Geschichte enthält.